# Norwegian Air UK
« World's Best Long-Haul, Low-Cost Airline »
Norwegian Air UK est une compagnie aérienne britannique filiale de Norwegian. Créée en novembre 2015, elle exploite des Boeing 737-800 et des Boeing 787-9 avec des liaisons régulières de l'aéroport de Gatwick vers l'Europe, l'Asie, l'Amérique du Nord et l'Amérique du Sud. Son siège social est situé à First Point, près de l'aéroport de Gatwick.

## Flotte
En janvier 2021, la compagnie dispose d'une flotte de 13 appareils se composant de : 

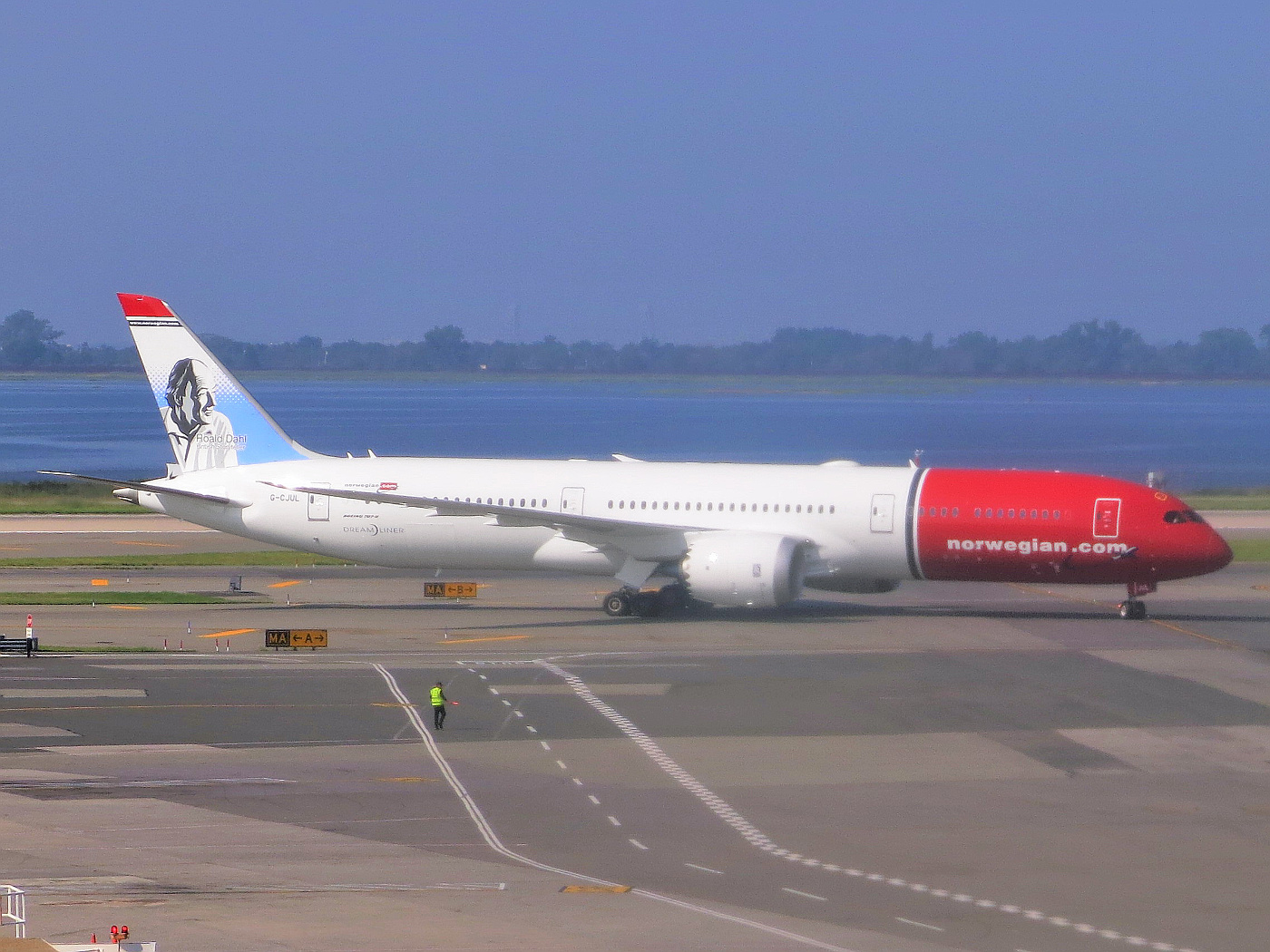
Norwegian Air UK Boeing 787-9 Dreamliner G-CJUL (Roald Dahl) taxiing at John F Kennedy International Airport

| Type d'appareil | En exploitation | Commandes | Nombre de sièges |
| --------------- | --------------- | --------- | ---------------- |
| Boeing 787-9    | 13              | 0         | 344              |
| Total           | 13              | 0         |                  |